# Kim Bogjong
Kim Bogjong (hangul: 김보경, handzsa: 金甫炅, RR: Kim Bo-kyung; Kuljegun, 1989. október 6. –) dél-koreai válogatott labdarúgó, jelenleg a Kashiwa Reysol játékosa.

## Pályafutása
A 2010-es kelet-ázsiai labdarúgó-bajnokságon ezüstérmesek lettek a válogatottal, valamint a 2010-es és a 2014-es labdarúgó-világbajnokságon is tagja volt a keretnek. A Dél-koreai U23-as labdarúgó-válogatott tagjaként a 2012-es Olimpián részt vett és bronzérmesek lettek.

## Válogatott góljai
| # | Dátum              | Helyszín                                | Ellenfél | Gólja(i) | Végeredmény | Kiírás                                     |
| - | ------------------ | --------------------------------------- | -------- | -------- | ----------- | ------------------------------------------ |
| 1 | 2012. június 12.   | Kojang Stadion, Kojang, Dél-Korea       | Libanon  | 1–0      | 3–0         | 2014-es labdarúgó-világbajnokság-selejtező |
| 2 | 2012. június 12.   | Kojang Stadion, Kojang, Dél-Korea       | Libanon  | 2–0      | 3–0         | 2014-es labdarúgó-világbajnokság-selejtező |
| 3 | 2013. október 15.  | Hongikte Stadion, Cshonanszi, Dél-Korea | Mali     | 3–1      | 3–1         | Barátságos mérkőzés                        |
| 4 | 2016. november 11. | Hongikte Stadion, Cshonanszi, Dél-Korea | Kanada   | 1–0      | 2–0         | Barátságos mérkőzés                        |

## Sikerei, díjai
- Cardiff City
  - Championship: 2012–13[6]

- Jeonbuk Hyundai Motors
  - AFC-bajnokok ligája: 2016

## Külső hivatkozások
- Kim Bogjong profilja a Transfermarkt oldalán (angolul)
- Kim Bogjong adatlapja a Soccerway oldalon (angolul)
- Kim Bogjong – a FIFA adatbázisában